# Іожиця Анатолій Іванович
Іожиця Анатолій Іванович — молодший сержант Збройних сил України, відзначився у ході російського вторгнення в Україну.

## Життєпис
Анатолій Іожиця народився в 2002 році в селі Макарівка (з 2020 року — Мирненської селищної громади) Скадовського району Херсонської області. Після закінчення 9-ти класів загальноосвітньої школи в рідному селі здобув середню професійну технічну освіту за фахом механіка, бульдозериста-екскаваторника. Бу в призваний до лав ЗСУ для несення строкової служби. На початку повномасштабного російського вторгнення в Україну перебував на передовій, обіймав військову посаду номера обслуги секції мінометів вогневого відділення мінометної застави Херсонського прикордонного загону ДПСУ, тобто подавав міни. Загинув 24 лютого 2022 року під час несення служби на контрольно-пропускному пункті біля селища Чаплинка на Херсонщині. Анатолій Іожиця посмертно нагороджений орденом «За мужність» ІІІ ступеня. Поховали юного захисника у рідному селі на Херсонщині.

## Родина
У загиблого залишилися батьки та сестра.

## Нагороди
- орден «За мужність» III ступеня (2022, посмертно) — за особисту мужність і самовіддані дії, виявлені у захисті державного суверенітету та територіальної цілісності України, вірність військовій присязі.